# Gran Premio motociclistico di Germania
Il Gran Premio motociclistico di Germania è una delle gare che compongono il motomondiale.
Questo Gran Premio si corre, dal 1998, al Sachsenring, che aveva già ospitato dal 1961 al 1972 il Gran Premio della Germania Est. In precedenza la corsa si era svolta sui circuiti del Nürburgring e dell'Hockenheimring.

## Storia
La prima competizione a fregiarsi del nome di "Gran Premio di Germania" risale al 1925 e si corse sul circuito dell'AVUS a Berlino; altre 13 edizioni si susseguirono fino al 1939, alternando il circuito originario con quelli del Nürburgring e del Sachsenring.
Dopo il secondo conflitto mondiale il Gran Premio riprese nel 1951 sul circuito del Nürburgring, a cui si alternarono gli anni successivi anche lo Schottenring, il circuito di Solitude e l'Hockenheimring; dal 1952 ebbe validità per il motomondiale. Dal 1958 al 1977, il "Gran Premio della Germania Ovest" venne affiancato anche da una gara disputata in Germania Orientale, il Gran Premio motociclistico della Germania Est, disputato sul circuito del Sachsenring (questa nuova gara ebbe validità per il motomondiale a partire dall'edizione del 1961).
L'edizione 2020 è stata cancellata a causa della pandemia di COVID-19.

## Risultati del Gran Premio
(su sfondo rosa le edizioni non valide per il motomondiale)
| Anno | Circuito                 | Classe 175       | Classe 250         | Classe 350         | Classe 500         |
| ---- | ------------------------ | ---------------- | ------------------ | ------------------ | ------------------ |
| 1925 | AVUS                     | Willy Zick       | Cecil Ashby        | Miro Maffeis       | Paul Köpper        |
| 1926 | AVUS                     | Kurt Friedrich   | Jock Porter        | Jimmie Simpson     | Josef Stelzer      |
| 1927 | Nürburgring Nordschleife | Willy Henkelmann | Cecil Ashby        | Jimmie Simpson     | Graham Walker      |
| 1928 | Nürburgring Nordschleife | Arthur Geiß      | Syd Crabtree       | Pietro Ghersi      | Charlie Dodson     |
| 1929 | Nürburgring Nordschleife | Arthur Geiß      | Syd Crabtree       | Wal L. Handley     | H. G. Tyrell Smith |
| 1930 | Nürburgring Nordschleife |                  | Les Crabtree       | Jimmie Guthrie     | Graham Walker      |
| 1931 | Nürburgring Nordschleife |                  | Elvetio Toricelli  | H. G. Tyrell Smith | Stanley Woods      |
| 1933 | AVUS                     |                  | Charlie Dodson     | Ernst Loof         | Josef Stelzer      |
| 1934 | Hohenstein-Ernstthal     |                  | H. G. Tyrell Smith | Jimmie Simpson     | Otto Ley           |
| 1935 | Hohenstein-Ernstthal     |                  | Walfried Winkler   | Walter Rusk        | Jimmie Guthrie     |
| 1936 | Hohenstein-Ernstthal     |                  | H. G. Tyrell Smith | Freddie Firth      | Jimmie Guthrie     |
| 1937 | Sachsenring              |                  | Ewald Kluge        | Harold Daniell     | Karl Gall          |
| 1938 | Sachsenring              |                  | Ewald Kluge        | Joh White          | George Meier       |
| 1939 | Sachsenring              |                  | Nello Pagani       | Walter Hamelehle   | Dorino Serafini    |

| Anno | Circuito                 | classe 50            | classe 125          | classe 250          | classe 350        | classe 500        | classe Sidecar             | Resoconto |
| ---- | ------------------------ | -------------------- | ------------------- | ------------------- | ----------------- | ----------------- | -------------------------- | --------- |
| 1951 | Solitude                 |                      | Hermann Paul Müller | Enrico Lorenzetti   | Geoff Duke        | Geoff Duke        | Oliver-Dobelli Kraus-Huser | -         |
| 1952 | Solitude                 |                      | Werner Haas         | Rudi Felgenheier    | Reg Armstrong     | Reg Armstrong     | Smith-Dibben               | Resoconto |
| 1953 | Schottenring             |                      | Carlo Ubbiali       | Werner Haas         | Carlo Bandirola   | Walter Zeller     |                            | Resoconto |
| 1954 | Solitude                 |                      | Rupert Hollaus      | Werner Haas         | Ray Amm           | Geoff Duke        | Noll-Cron                  | Resoconto |
| 1955 | Nürburgring Nordschleife |                      | Carlo Ubbiali       | Hermann Paul Müller | Bill Lomas        | Geoff Duke        | Faust-Remmert              | Resoconto |
| 1956 | Solitude                 |                      | Romolo Ferri        | Carlo Ubbiali       | Bill Lomas        | Reg Armstrong     | Noll-Cron                  | Resoconto |
| 1957 | Hockenheim               |                      | Carlo Ubbiali       | Carlo Ubbiali       | Libero Liberati   | Libero Liberati   | Hillebrand-Grunwald        | Resoconto |
| 1958 | Nürburgring Nordschleife |                      | Carlo Ubbiali       | Tarquinio Provini   | John Surtees      | John Surtees      | Schneider-Strauß           | Resoconto |
| 1959 | Hockenheim               |                      | Carlo Ubbiali       | Carlo Ubbiali       | John Surtees      | John Surtees      | Camathias-Cecco            | Resoconto |
| 1960 | Solitude                 |                      |                     | Gary Hocking        |                   | John Surtees      | Fath-Wohlgemuth            | Resoconto |
| 1961 | Hockenheim               | Miro Zelnik          | Ernst Degner        | Kunimitsu Takahashi | František Šťastný | Gary Hocking      | Deubel-Hörner              | Resoconto |
| 1962 | Solitude                 | Ernst Degner         | Luigi Taveri        | Jim Redman          |                   |                   | Deubel-Hörner              | Resoconto |
| 1963 | Hockenheim               | Hugh Anderson        | Ernst Degner        | Tarquinio Provini   | Jim Redman        |                   | Camathias-Herzig           | Resoconto |
| 1964 | Solitude                 | Ralph Bryans         | Jim Redman          | Phil Read           | Jim Redman        | Mike Hailwood     | Scheidegger-Robinson       | Resoconto |
| 1965 | Nürburgring Südschleife  | Ralph Bryans         | Hugh Anderson       | Phil Read           | Giacomo Agostini  | Mike Hailwood     | Scheidegger-Robinson       | Resoconto |
| 1966 | Hockenheim               | Hans-Georg Anscheidt | Luigi Taveri        | Mike Hailwood       | Mike Hailwood     | Jim Redman        | Scheidegger-Robinson       | Resoconto |
| 1967 | Hockenheim               | Hans-Georg Anscheidt | Yoshimi Katayama    | Ralph Bryans        | Mike Hailwood     | Giacomo Agostini  | Enders-Engelhardt          | Resoconto |
| 1968 | Nürburgring Südschleife  | Hans-Georg Anscheidt | Phil Read           | Bill Ivy            | Giacomo Agostini  | Giacomo Agostini  | Fath-Kalauch               | Resoconto |
| 1969 | Hockenheim               | Aalt Toersen         | Dave Simmonds       | Kent Andersson      | Giacomo Agostini  | Giacomo Agostini  | Enders-Engelhardt          | Resoconto |
| 1970 | Nürburgring Nordschleife | Ángel Nieto          | John Dodds          | Kel Carruthers      | Giacomo Agostini  | Giacomo Agostini  | Auerbacher-Hahn            | Resoconto |
| 1971 | Hockenheim               | Jan de Vries         | Dave Simmonds       | Phil Read           | Giacomo Agostini  | Giacomo Agostini  | Auerbacher-Hahn            | Resoconto |
| 1972 | Nürburgring Nordschleife | Jan de Vries         | Gilberto Parlotti   | Hideo Kanaya        | Jarno Saarinen    | Giacomo Agostini  | Schauzu-Kalauch            | Resoconto |
| 1973 | Hockenheim               | Theo Timmer          | Kent Andersson      | Jarno Saarinen      | Teuvo Länsivuori  | Phil Read         | Enders-Engelhardt          | Resoconto |
| 1974 | Nürburgring Nordschleife | Ingo Emmerich        | Fritz Reitmaier     | Helmut Kassner      | Helmut Kassner    | Edmund Czihak     | Schwärzel-Kleis            | Resoconto |
| 1975 | Hockenheim               | Ángel Nieto          | Paolo Pileri        | Walter Villa        | Johnny Cecotto    | Giacomo Agostini  | Biland-Freiburghaus        | Resoconto |
| 1976 | Nürburgring Nordschleife | Ángel Nieto          | Anton Mang          | Walter Villa        | Walter Villa      | Giacomo Agostini  | Schwärzel-Huber            | Resoconto |
| 1977 | Hockenheim               | Herbert Rittberger   | Pier Paolo Bianchi  | Christian Sarron    | Takazumi Katayama | Barry Sheene      | Biland-Williams            | Resoconto |
| 1978 | Nürburgring Nordschleife | Ricardo Tormo        | Ángel Nieto         | Kork Ballington     | Takazumi Katayama | Virginio Ferrari  | Schwärzel-Huber            | Resoconto |
| 1979 | Hockenheim               | Gerhard Waibel       | Ángel Nieto         | Kork Ballington     | Jon Ekerold       | Wil Hartog        | Steinhausen-Arthur         | Resoconto |
| 1980 | Nürburgring Nordschleife | Stefan Dörflinger    | Guy Bertin          | Kork Ballington     | Jon Ekerold       | Marco Lucchinelli | Taylor-Johansson           | Resoconto |
| 1981 | Hockenheim               | Stefan Dörflinger    | Ángel Nieto         | Anton Mang          | Anton Mang        | Kenny Roberts     | Michel-Burkhard            | Resoconto |
| 1982 | Hockenheim               | Eugenio Lazzarini    |                     | Anton Mang          | Manfred Herweh    | Randy Mamola      | Biland-Waltisperg          | Resoconto |
| 1983 | Hockenheim               | Stefan Dörflinger    | Ángel Nieto         | Carlos Lavado       |                   | Kenny Roberts     | Streuer-Schnieders         | Resoconto |
| Anno | Circuito                 | classe 80            | classe 125          | classe 250          | -                 | classe 500        | classe Sidecar             | Resoconto |
| 1984 | Nürburgring Gp-Strecke   | Stefan Dörflinger    | Ángel Nieto         | Christian Sarron    |                   | Freddie Spencer   | Streuer-Schnieders         | Resoconto |
| 1985 | Hockenheim               | Stefan Dörflinger    | August Auinger      | Martin Wimmer       |                   | Christian Sarron  | Schwärzel-Buck             | Resoconto |
| 1986 | Nürburgring Gp-Strecke   | Manuel Herreros      | Luca Cadalora       | Carlos Lavado       |                   | Eddie Lawson      | Streuer-Schnieders         | Resoconto |
| 1987 | Hockenheim               | Gerhard Waibel       | Fausto Gresini      | Anton Mang          |                   | Eddie Lawson      | Webster-Hewitt             | Resoconto |
| 1988 | Nürburgring Gp-Strecke   | Jorge Martínez       | Ezio Gianola        | Luca Cadalora       |                   | Kevin Schwantz    | Biland-Waltisperg          | Resoconto |
| 1989 | Hockenheim               | Peter Öttl           | Àlex Crivillé       | Sito Pons           |                   | Wayne Rainey      | Webster-Hewitt             | Resoconto |

| Anno | Circuito               | classe 125      | classe 250          | classe 500     | classe Sidecar     | -                  | Resoconto |
| ---- | ---------------------- | --------------- | ------------------- | -------------- | ------------------ | ------------------ | --------- |
| 1990 | Nürburgring Gp-Strecke | Doriano Romboni | Wilco Zeelenberg    | Kevin Schwantz | Webster-Simmons    |                    | Resoconto |
| 1991 | Hockenheim             | Ralf Waldmann   | Helmut Bradl        | Kevin Schwantz | Bohnhorst-Hiller   |                    | Resoconto |
| 1992 | Hockenheim             | Bruno Casanova  | Pierfrancesco Chili | Michael Doohan | Webster-Simmons    |                    | Resoconto |
| 1993 | Hockenheim             | Dirk Raudies    | Doriano Romboni     | Daryl Beattie  | Biland-Waltisperg  |                    | Resoconto |
| 1994 | Hockenheim             | Dirk Raudies    | Loris Capirossi     | Michael Doohan | Biland-Waltisperg  |                    | Resoconto |
| Anno | Circuito               | classe 125      | classe 250          | classe 500     | classe Sidecar     | Thunderbike Trophy | Resoconto |
| 1995 | Nürburgring Gp-Strecke | Haruchika Aoki  | Max Biaggi          | Daryl Beattie  | Dixon-Hetherington | Yves Briguet       | Resoconto |
| 1996 | Nürburgring Gp-Strecke | Masaki Tokudome | Ralf Waldmann       | Luca Cadalora  | Dixon-Hetherington | Jeffry de Vries    | Resoconto |

| Anno | Circuito                                         | -                                                | Classe 125                                       | Classe 250                                       | Classe 500                                       | Resoconto                                        |
| ---- | ------------------------------------------------ | ------------------------------------------------ | ------------------------------------------------ | ------------------------------------------------ | ------------------------------------------------ | ------------------------------------------------ |
| 1997 | Nürburgring Gp-Strecke                           |                                                  | Valentino Rossi                                  | Tetsuya Harada                                   | Michael Doohan                                   | Resoconto                                        |
| 1998 | Sachsenring                                      |                                                  | Tomomi Manako                                    | Tetsuya Harada                                   | Michael Doohan                                   | Resoconto                                        |
| 1999 | Sachsenring                                      |                                                  | Marco Melandri                                   | Valentino Rossi                                  | Kenny Roberts Jr                                 | Resoconto                                        |
| 2000 | Sachsenring                                      |                                                  | Yōichi Ui                                        | Olivier Jacque                                   | Alex Barros                                      | Resoconto                                        |
| 2001 | Sachsenring                                      |                                                  | Simone Sanna                                     | Marco Melandri                                   | Max Biaggi                                       | Resoconto                                        |
| Anno | Circuito                                         | -                                                | Classe 125                                       | Classe 250                                       | MotoGP                                           | Resoconto                                        |
| 2002 | Sachsenring                                      |                                                  | Arnaud Vincent                                   | Marco Melandri                                   | Valentino Rossi                                  | Resoconto                                        |
| 2003 | Sachsenring                                      |                                                  | Stefano Perugini                                 | Roberto Rolfo                                    | Sete Gibernau                                    | Resoconto                                        |
| 2004 | Sachsenring                                      |                                                  | Roberto Locatelli                                | Daniel Pedrosa                                   | Max Biaggi                                       | Resoconto                                        |
| 2005 | Sachsenring                                      |                                                  | Mika Kallio                                      | Daniel Pedrosa                                   | Valentino Rossi                                  | Resoconto                                        |
| 2006 | Sachsenring                                      |                                                  | Mattia Pasini                                    | Yūki Takahashi                                   | Valentino Rossi                                  | Resoconto                                        |
| 2007 | Sachsenring                                      |                                                  | Gábor Talmácsi                                   | Hiroshi Aoyama                                   | Daniel Pedrosa                                   | Resoconto                                        |
| 2008 | Sachsenring                                      |                                                  | Mike Di Meglio                                   | Marco Simoncelli                                 | Casey Stoner                                     | Resoconto                                        |
| 2009 | Sachsenring                                      |                                                  | Julián Simón                                     | Marco Simoncelli                                 | Valentino Rossi                                  | Resoconto                                        |
| Anno | Circuito                                         | -                                                | Classe 125                                       | Moto2                                            | MotoGP                                           | Resoconto                                        |
| 2010 | Sachsenring                                      |                                                  | Marc Márquez                                     | Toni Elías                                       | Daniel Pedrosa                                   | Resoconto                                        |
| 2011 | Sachsenring                                      |                                                  | Héctor Faubel                                    | Marc Márquez                                     | Daniel Pedrosa                                   | Resoconto                                        |
| Anno | Circuito                                         | -                                                | Moto3                                            | Moto2                                            | MotoGP                                           | Resoconto                                        |
| 2012 | Sachsenring                                      |                                                  | Sandro Cortese                                   | Marc Márquez                                     | Daniel Pedrosa                                   | Resoconto                                        |
| 2013 | Sachsenring                                      |                                                  | Álex Rins                                        | Jordi Torres                                     | Marc Márquez                                     | Resoconto                                        |
| 2014 | Sachsenring                                      |                                                  | Jack Miller                                      | Dominique Aegerter                               | Marc Márquez                                     | Resoconto                                        |
| 2015 | Sachsenring                                      |                                                  | Danny Kent                                       | Xavier Siméon                                    | Marc Márquez                                     | Resoconto                                        |
| 2016 | Sachsenring                                      |                                                  | Khairul Idham Pawi                               | Johann Zarco                                     | Marc Márquez                                     | Resoconto                                        |
| 2017 | Sachsenring                                      |                                                  | Joan Mir                                         | Franco Morbidelli                                | Marc Márquez                                     | Resoconto                                        |
| 2018 | Sachsenring                                      |                                                  | Jorge Martín                                     | Brad Binder                                      | Marc Márquez                                     | Resoconto                                        |
| Anno | Circuito                                         | MotoE                                            | Moto3                                            | Moto2                                            | MotoGP                                           | Resoconto                                        |
| 2019 | Sachsenring                                      | Niki Tuuli                                       | Lorenzo Dalla Porta                              | Álex Márquez                                     | Marc Márquez                                     | Resoconto                                        |
| 2020 | Non disputato a causa della pandemia di COVID-19 | Non disputato a causa della pandemia di COVID-19 | Non disputato a causa della pandemia di COVID-19 | Non disputato a causa della pandemia di COVID-19 | Non disputato a causa della pandemia di COVID-19 | Non disputato a causa della pandemia di COVID-19 |
| 2021 | Sachsenring                                      |                                                  | Pedro Acosta                                     | Remy Gardner                                     | Marc Márquez                                     | Resoconto                                        |
| 2022 | Sachsenring                                      |                                                  | Izan Guevara                                     | Augusto Fernández                                | Fabio Quartararo                                 | Resoconto                                        |

| Anno | Circuito    | MotoE        | MotoE        | Moto3        | Moto2           | MotoGP       | MotoGP            | Resoconto |
| Anno | Circuito    | Gara 1       | Gara 2       | Moto3        | Moto2           | Sprint       | Gara              | Resoconto |
| ---- | ----------- | ------------ | ------------ | ------------ | --------------- | ------------ | ----------------- | --------- |
| 2023 | Sachsenring | Jordi Torres | Héctor Garzó | Deniz Öncü   | Pedro Acosta    | Jorge Martín | Jorge Martín      | Resoconto |
| 2024 | Sachsenring | Héctor Garzó | Héctor Garzó | David Alonso | Fermín Aldeguer | Jorge Martín | Francesco Bagnaia | Resoconto |
| 2025 | Sachsenring |              |              | David Muñoz  | Deniz Öncü      | Marc Márquez | Marc Márquez      | Resoconto |